# Arthur Ashkin
Arthur Ashkin (New York-Brooklyn, 1922. szeptember 2. – Rumson, New Jersey, 2020. szeptember 21.) Nobel-díjas amerikai fizikus.

## Élete
Arthur Ashkin 1922-ben, a New York-i Brooklynban született, háromgyermekes ukrán-zsidó családban. Szülei Isadore és Anna Ashkin voltak. Apja 18 éves korában Odesszából emigrált az Egyesült Államokba, az öt évvel fiatalabb Anna szintén a mai Ukrajnából, Galíciából származott.  Amerikába érkezése után egy évtizeden belül Isadore amerikai állampolgár lett, és egy fogorvosi laboratóriumot vezetett a manhattani Delancey Street 139. szám alatt.
Ashkin 1940-ben végzett a brooklyni James Madison High School-ban, ezután a Columbia Egyetemen folytatta tanulmányait. 1945. július 31-én csatlakozott az Egyesült Államok hadseregének tartalékaihoz, a háború után a Columbia Egyetem laboratóriumában dolgozott technikusként. Ebben az időszakban Ashkin visszaemlékezései szerint három Nobel-díjassal is találkozott.
Ashkin 1947-ben befejezte tanulmányait és diplomát szerzett a Columbia Egyetemen. Ezután a Cornell Egyetemre járt, ahol atomfizikát tanult. Ez a manhattan terv korszakában volt, és Ashkin szintén fizikus testvére, Julius Ashkin is részt vett benne. Arthur Ashkin ebben az időszakban megismerte Hans Bethe-t és Richard Feynmant, akik akkor Cornellben voltak. 
1952-ben szerezte meg PhD fokozatát a Cornell Egyetemen, majd a Bell Labs-hoz ment dolgozni Sidney Millman kérésére és ajánlására, aki Ashkin tanára volt a Columbia Egyetemen.
A Bell Labs-nál Ashkin körülbelül 1960 és 1961 között dolgozott a mikrohullámú területen, majd áttért a lézeres kutatásra. Kutatásai és publikált cikkei abban az időben a nemlineáris optikára, az optikai szálakra, a parametrikus oszcillátorokra és a paraméteres erősítőkre koncentráltak. A Bell Labs-nál az 1960-as években a piezoelektromos kristály fotorefraktív effektusának felfedezője volt . 
1992-ben nyugdíjba vonult a Bell Labs-tól, az évek során számos tanulmányt írt és 47 szabadalommal rendelkezett. 2003-ban megkapta a méréstudomány fejlődéséért járó Joseph F. Keithley-díjat és 2004-ben a Harvey-díjat. 1984-ben a Nemzeti Mérnöki Akadémia, 1996-ban a Nemzeti Tudományos Akadémia tagja lett. 2013-ban felvették a Nemzeti Feltaláló Hírességek Csarnokába. Ezalatt továbbra is otthoni laboratóriumában dolgozott.
Ashkin munkája alapozta meg Steven Chu atomok hűtésével és csapdázásával kapcsolatos munkáját, amelyért Chu 1997-ben fizikai Nobel-díjat kapott . 
2018. október 2-án Arthur Ashkin fizikai Nobel-díjat kapott az optikai csipeszek (optical tweezers) megalkotásáért. A rendszert – amely egy olyan optikai csapdát jelent, amely a lézersugárzás segítségével képes töltetlen részecskéket csapdába ejteni – még 1970-ben dolgozta ki, amelyből az atomfizika, a biológia és a biofizika kutatásai is jelentős mértékben profitáltak. Az optikai csipesz segítségével a kutatók képesek a vírusok, baktériumok és más élő sejtek vizsgálatára és manipulálására anélkül, hogy károsítanák őket.
A Svéd Királyi Tudományos Akadémia szerint Ashkin felfedezésével valósággá vált a tudományos fantasztikum: az optikai csipeszeknek köszönhetően a fény segítségével mozgatni lehet a megfigyelt "tárgyat". A világ számos laboratóriumában lehetővé vált többek között a DNS vagy épp a sejtek belső működésének tanulmányozása is.
96 éves korában Ashkin volt a legidősebb Nobel-díjas, aki megkapta a díjat, amíg John B. Goodenough 2019-ben 97 éves korában meg nem kapta a kémiai Nobel-díjat. Ashkin 2020. szeptember 21-én, 98 éves korában hunyt el.

## Fordítás
- Ez a szócikk részben vagy egészben  az   Arthur Ashkin című angol Wikipédia-szócikk fordításán alapul.  Az eredeti cikk szerkesztőit annak laptörténete sorolja fel. Ez a jelzés csupán a megfogalmazás eredetét és a szerzői jogokat jelzi, nem szolgál a cikkben szereplő információk forrásmegjelöléseként.